# Извор (град Пирот)
Вижте пояснителната страница за други значения на Извор.
Извор (на сръбски: Извор) е село в Сърбия, част от Община Пирот. Населението на селото през 2011 година е 734 души.

## История
Според сръбския автор Мита Ракич в 1879 година Извор има 79 къщи и 496 жители (249 мъже и 247 жени), от които двама мъже са грамотни.

## Население
- 1948 – 1217 жители
- 1953 – 1163 жители
- 1961 – 1069 жители
- 1971 – 1103 жители
- 1981 – 1007 жители
- 1991 – 905 жители
- 2002 – 781 жители
- 2011 – 734 жители

Според преброяването от 2002 година 507 ог жителите на селото са сърби, четирима са роми, един е българин, а за 77 души няма данни.